# Vy
Vygruppen AS - обслуживающая сеть железных дорог. Компания получила название Vy в 2019 году, это слово означает «перспектива».

## История

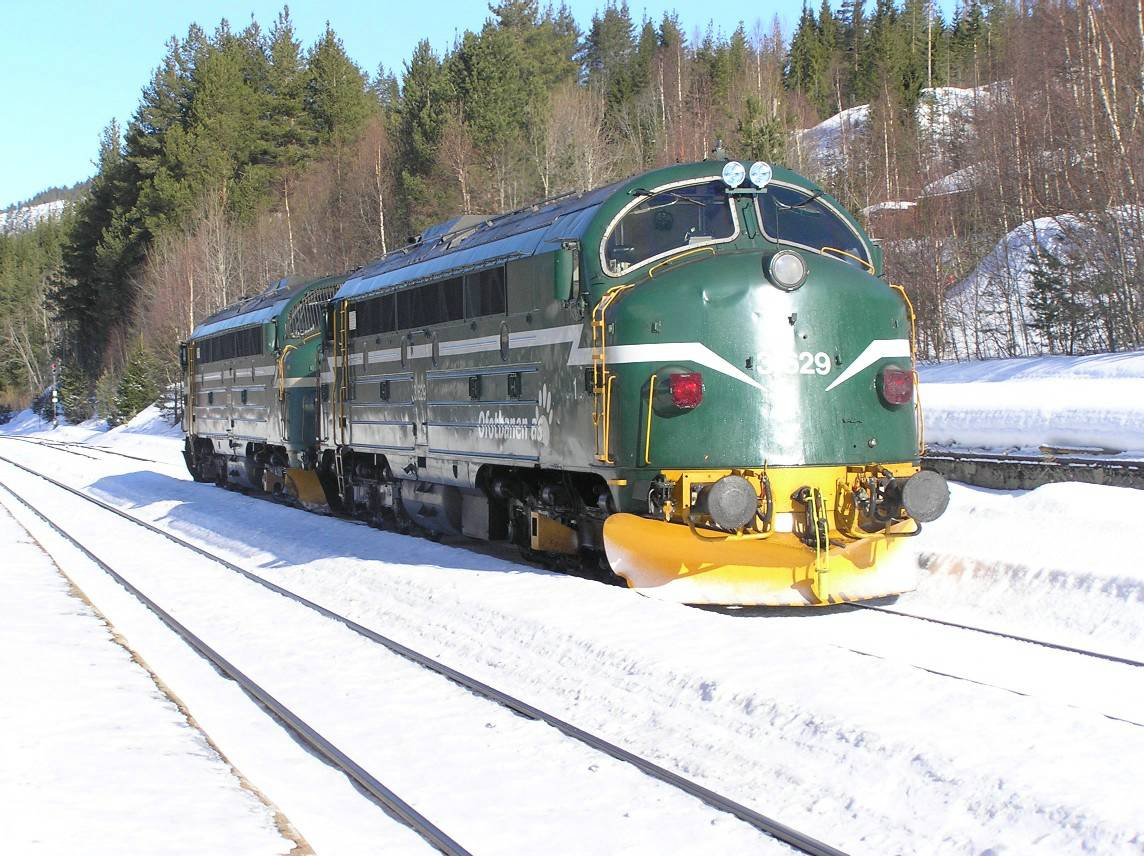
Тепловоз Di 3 в Норвегии

Первый участок железной дороги в Норвегии был открыт 1 сентября 1854 года. Он пролегал от Осло и до Эйдсволла (норв. Oslo - Eidsvoll), где располагалась и располагается резиденция королевской семьи. Длина отрезка составляла 68 километров.
В начале большинство перевозок было грузовым — брёвна с лесопилок — в результате железная дорога окупилась очень скоро.
Главная дорога была частной до 1926 года, когда она была национализирована.
Следующая линия была построена уже государственной и проходила от Хамара до Грюннсета (Hamar — Grundset) она была открыта 23 июня 1862 года.

## Подвижной состав
На линии эксплуатируются тепловозы Di3, Di2, электровозы El l4, El 17, El 18. До 1985 года эксплуатировался электропоезд NSB 65.